# 17009 Jasonping
A 17009 Jasonping (ideiglenes jelöléssel (17009) 1999 CM70) a Naprendszer kisbolygóövében található aszteroida. A LINEAR projekt keretében fedezték fel 1999. február 12-én.